# Bungo-ōno
Bungo-ōno (jap. 豊後大野市 Bungo-ōno-shi) – miasto położone w Japonii, w prefekturze Ōita, na wyspie Kiusiu.
Miasto zostało założone 31 marca 2005 roku przez połączenie siedmiu miejscowości z powiatu Ōno: Asaji, Chitose, Inukai, Kiyokawa, Mie, Ogata oraz Ōno.

## Populacja
Zmiany w populacji Bungo-ōno w latach 1970–2015:
| Rok  | Populacja |
| ---- | --------- |
| 1970 | 58 312    |
| 1975 | 53 513    |
| 1980 | 51 975    |
| 1985 | 50 011    |
| 1990 | 47 034    |
| 1995 | 45 191    |
| 2000 | 43 371    |
| 2005 | 41 548    |
| 2010 | 39 452    |
| 2015 | 36 598    |